# Попешть (Сінешть, Вилча)
Попешть, Попешті (рум. Popești) — село у повіті Вилча в Румунії. Входить до складу комуни Сінешть.
Село розташоване на відстані 188 км на захід від Бухареста, 46 км на захід від Римніку-Вилчі, 69 км на північ від Крайови.

## Населення
За даними перепису населення 2002 року у селі проживали 369 осіб, усі — румуни. Усі жителі села рідною мовою назвали румунську.